# Jan Tylka
Jan Tylka (ur. 1940) – dr hab., profesor Uniwersytetu Kardynała Stefana Wyszyńskiego w Warszawie w Katedrze Psychologii Klinicznej i Osobowości, kierownik Pracowni Psychologii Klinicznej i Socjoterapii w Instytucie Kardiologii w Aninie. Przewodniczący Krajowego Zespołu Specjalistów ds. Psychologii Klinicznej.
Był nauczycielem akademickim w Prywatnej Wyższej Szkole Nauk Społecznych, Komputerowych i Medycznych w Warszawie.

## Publikacje
Autor wielu publikacji, między innymi z zakresu psychosomatyki.
Pozycje książkowe:
- „Czynnik psychiczny w etiologii i rehabilitacji choroby niedokrwiennej serca”, (rozprawa habilitacyjna), Wydawnictwo Instytutu Kardiologii, Warszawa 1994
- Psychosomatyka, Wydawnictwo UKSW, Warszawa 2000 ISBN 83-7072-158-3
- Zdrowie menadżera, Wydawnictwo Difin, Warszawa, 2000 ISBN 83-7251-309-0
- „Osobowościowe uwarunkowania występowania sytuacji konfliktowych u młodych małżeństw”, Małgorzata Urbańska, Jan Tylka, STUDIA PSYCHOLOGICA nr 1 2000

## Członkostwo
- Polskiego Towarzystwa Psychologicznego (PTP)
- Amerykańskiego Towarzystwa Medycyny Behawioralnej